# Hithadhoo (Seenu-atol)
Hithadhoo is een van de bewoonde eilanden van het Seenu-atol behorende tot de Maldiven.

## Demografie
Hithadhoo telt (stand september 2006) 6868 vrouwen en 6901 mannen. Hithadhoo is tevens de hoofdstad van dit atol.